# Tarnóczy István
Tarnóczy István vagy Tarnóczi István (Nyitra, 1626. augusztus 10. – Győr, 1689. július 30.) bölcseleti és teológiai doktor, Jézus társaságbeli áldozópap és tanár.

## Élete
Gimnáziumi tanulmányainak bevégzése után 1647. november 18-án Bécsben a rendbe lépett és a kiállított próbaév után Grazba küldték a bölcseleti tanfolyam hallgatására. Ezután Győrött az elemi, majd Ungvárt a szónoklati osztályban tanított. A hittudomány tanulását Nagyszombatban végezte és ugyanazon tant 15 évig magyarázta. Ezután a kassai, soproni, nagyszombati növendék-papság és nemes ifjak, majd a lőcsei és győri kollégium igazgatását vette át; ezen hivatalban 1689. július 30-án hunyt el Győrött.

## Művei
- Oratio In Funere Exc. Comitis... Georgii Drugeth de Homonna... Cassoviae, 1662
- Philosophia... Praeside... Uo. 1665
- Amicitia usque ad mortem seu Methodus adjuvandi in periculo mortis constitutos. Viennae... Claudiopoli, 1669
- Menyben Vezető Kalauz, Melly Magában foglallya a Szent Atyáknak és a régi Philosophusok tetczésének veleit. Irta Bona János... Ford. Nagy-Szombat, 1675
- Titkos értelmű Rosa, avagy B. Asszony koronája. Melly magában foglallya A Sz. Irásnak, és a Boldogságos Szűzhöz való aitatos Dicsiretit... Uo. 1676
- Nagy mesterség a jo elet... Irta Bellarminus Róbert... meg-magyarázott... Uo. 1680
- Idea Coronata Sive Vita S. Stephani primi Regis Et Apostoli Hungarorum... Viennae, 1680
- Princeps Angelicus, Sive Vita S. Emerici Ducis Hungriae, Paucis Elogijs Expressa... Uo. 1680
- Halcyonia Sveuico-Danico-Germanica. Zittaviae, 1680
- Rex Admirabilis, Sive Vita S. Ladislai Regis Hungariae Historico-Politica, Ad Christianam Eruditionem Elogijs Theo-Politicis Illustrata... Viennae, 1681 (Új czímlevéllel. Uo. 1683)
- Io Akarat melly altal az ember Istennel egy ertelmövé válik. Mellyet Minden keresztyén embernek, de leg-főképpen a mostani időre nézve a meg-nyomorodott Haza fiainak, üdvösséges vigasztalására igen hasznosnak itélt lenni... Bécs, 1685
- Választott nyil, Avagy a ió igyekezet Mellyet a keresztyének üdvössegere, ki bocsátott... Uo. 1685
- Vigyazo Szem, Avagy Istennek mindenütt jelen lete. Mellyre emlekezteti minden keresztyén embert irásával... Uo. 1685
- Regi Magyar Szentseg, Avagy: Magyar-Ország bóldog emlékezetű ötven Szenteinek és Boldoginak le-képzett élete... Nagy-Szombat, 1692. és 1695
- Holtig-valo baratság. Avagy mi modon kellessek az beteg, es halalra valt embert, avagy meg-sentencziazot bünöst segeteni Mellyet Mind egésségesek, s mind betegek nagy hasznára magyarázott, és öszve szerzett. Uo. 1695 (Uo. év n. XVII. század, 1707, 1754 és Kolosvár, 1769)
- Ungaricae sanctitatis indicia, sive brevis quinquaginta quinque sanctorum, beatorum ac venerabilium memoria iconibus expressa, qui vel a Sede Apostolica, vel ab immemorabilis temporis communi populi consensu, vel scriptorum probatorum authoritate a Divi Stephani primi regis tempore ex Ungaris, vel in sanctorum syllabum relati sunt, vel sanctitate floruerunt. Quibus accessit appendix, in qua ordine alphabetico plusquam ducenti alii sancti & beati ad Ungariam vel nativitate, vel commoratione spectantes recensentur... Editio secunda priore auctior. Uo. 1737 (névtelenül)